# 鈴木キサブロー
鈴木 キサブロー（すずき きさぶろう、1953年2月14日 - ）は、日本の作曲家、ギタリスト。青森県弘前市出身。青森県立弘前南高等学校卒業。本名は鈴木 喜三郎（読みは同じ）。別名義にKeith Brownがある。

## 略歴・人物
15歳のころから兄にギター、ウクレレを習う。B.B.キングに影響を受け、ギタリストを目指し1972年に上京。
1973年より布施明や中村雅俊、ちあきなおみなどのバックバンドでギターを担当。1977年に作詞家・岡本おさみと出会い、岡本の推薦で作曲家としてデビューする。
1980年に沢田研二に提供した「酒場でDABADA」が第22回日本レコード大賞・金賞を受賞。1986年に中森明菜に提供した「DESIRE -情熱-」は、第28回日本レコード大賞や1986 FNS歌謡祭グランプリ等多くの賞を受賞した。
J-POP・歌謡曲の楽曲に加え、アニメソングや特撮作品の楽曲も多く手掛けており、「ウルトラシリーズ」や「メタルヒーローシリーズ」では複数の作品で主題歌の作曲を担当している。
また、1981年には「キサブロー」の名義でソロアーティストとして作品を発表している。

## 作曲作品

### あ行
- あいざき進也
  - ダウンタウンひとりぼっち (作詞：かぜ耕士)
  - ナインティーン・レディ (作詞：麻生ケイコ)
  - 恋のブラインド・アレイ (作詞：麻生ケイコ)
  - 十歩の孤独 (作詞：かぜ耕士)
- あおい輝彦
  - 愛の歴史 (作詞：なかにし礼)
  - ターミナル (作詞：高柳恋)
- 赤木さとし
  - ゲット・バック (作詞：門谷憲二)
- 秋庭豊とアローナイツ
  - ちどり足 (作詞：門谷憲二)
  - ひとり言 (作詞：門谷憲二)
- 秋元順子
  - 枯れない花 (作詞：秋元康)
  - 想い出セレナーデ (作詞：沢田知可子)

- アグネス・チャン
  - 春不遠(はるとおからじ）(作詞：喜多条忠）
  - ふるさとに会わせたい (作詞：喜多条忠）
  - 曲がり道、別れ道（作詞：小泉長一郎）
  - 愛よ鳥になれ！（作詞：岡田冨美子）
- 麻倉未稀
  - ハートブレイカー 泣かないで（作詞：松井五郎）
- あさみちゆき
  - 林檎をかじりながら (作詞：阿久悠)
  - 恋人もいないから (作詞：阿久悠)
  - オレンジの雪 (作詞：ちあき哲也)
  - ふるさとの木の下で… (作詞：さくらちさと)
  - 愛するひとよ… (作詞：星川裕二)
  - 旅行者〜行ってらっしゃい〜 (作詞：阿久悠)
  - 木枯らし一号 (作詞：阿久悠)
  - ひらめきもときめきも (作詞：阿久悠)
  - いつか聴いたTOO YOUNG (作詞：阿久悠)
  - 夜祭り囃子 (作詞：さくらちさと)
  - 冬の花びら (作詞：さくらちさと)
  - 愛染桜 (作詞：さくらちさと)
- 麻生真美子＆キャプテン
  - 愛した男よ蝶になれ（作詞：荒木とよひさ）
  - 夢色聖書（作詞：荒木とよひさ）
- 荒木とよひさ
  - その時携帯が鳴っちゃって（作詞：荒木とよひさ）
  - 吉田さん家のロックンロール（作詞：荒木とよひさ）

- アレッサンドラ・ムッソリーニ
  - TOKIO FANTASY（作詞：森雪之丞）
- 淡谷のり子
  - 抱いて (作詞：岡本おさみ)
  - 揺り椅子 (作詞：岡本おさみ)
- 飯島直子
  - ジュリア (作詞：秋元康)
  - EYES (作詞：秋元康)
  - TELL ME WHY? (作詞：岩井真理子)
  - WILL BE BACK (作詞：夏野芹子)
  - KISS愛は宇宙 (作詞：夏野芹子)
  - HOLY MOON (作詞：夏野芹子)
- 池田聡
  - ありふれた愛について（作詞：池田聡・秋元康）
  - 君を抱けば（作詞：大津あきら）
- 池田聡・大本友子
  - しあわせになりたい（作詞：秋元康）
- 石川さゆり
  - 微笑だけで充分です (作詞：阿久悠)
  - 風の歌波の歌 (作詞：阿久悠)
  - ちょいと… (作詞：岡田冨美子)
- 石川秀美
  - 告白500マイル (作詞：大津あきら)
- 石川ひとみ
  - 裸足でダンス (作詞：竜真知子)
- 石野真子
  - 二人のバースデー (作詞：三浦徳子)
  - 恋のサマー・ダンス (作詞：森雪之丞)
- 石原慎一
  - ダイナの赤い輝きに (作詞：松井五郎)
- 五木ひろし
  - 笑いばなし…（作詞：大津あきら）
- 伊藤さやか
  - 天使と悪魔〜ナンパされたい編 (作詞：Heart Box)
  - アナタトOVER-HEATシタイ (作詞：Heart Box)
  - 天使と悪魔〜カンニング編 (作詞：Heart Box)
  - 理由なき反抗 (作詞：Heart Box)
  - NANPA No.1 (作詞：Heart Box)
  - 恋はFEEL SO LIGHTで! (作詞：Heart Berry)
- 伊藤麻衣子
  - 見えない翼 (作詞：売野雅勇)
  - 片想いが好きなの (作詞：売野雅勇)
  - 愛の陽炎 (作詞：売野雅勇)
- 伊藤美裕
  - 北国行き11:50 (作詞：たかたかし)
- 稲垣潤一
  - BAD DREAM (作詞：秋元康)
  - プラチナ・アストロノーツ (作詞：売野雅勇)
  - TOKYO ELEGY (作詞：売野雅勇)
- 井上あずみ
  - てのひらに風の色 (作詞：山岡信夫・岩谷時子)
- EVE
  - STAY… (作詞：ちあき哲也)
- 今井美樹
  - 黄昏のモノローグ (作詞：来生えつこ)
  - ためいき模様 (作詞：来生えつこ)
  - YOUR OWN (作詞：来生えつこ)
- 岩井小百合
  - 水色のラブ・レター (作詞：竜真知子)
  - もう一度LOOK AT TIME (作詞：竜真知子)
  - 早春メモリー (作詞：有馬三恵子)
  - ときめきの季節 (作詞：有馬三恵子)
- 岩城徳栄
  - なんとかしなくちゃ（作詞：大津あきら）
- 岩崎良美
  - 優しい関係（作詞：売野雅勇）
  - 風の影（作詞：売野雅勇）
- 岩崎宏美
  - 檸檬 (作詞：松本隆)
  - 影絵（シルエット） (作詞：松本隆)
  - Single man（作詞：大津あきら）
  - 52階のオフ・ステージ（作詞：大津あきら）
  - ハートブレイク・トワイライト（作詞：大津あきら）
- 上田正樹
  - ホット・ナンバー（作詞：ちあき哲也）
- Wink
  - いちばん哀しい薔薇 (作詞：及川眠子)
- WEST WOOD
  - 雨のFRIDAY（作詞：森雪之丞）
- H2O
  - 想い出がいっぱい (作詞：阿木燿子)
  - 10%の雨予報 (作詞：阿木燿子)
  - Good-byeシーズン (作詞：山川啓介)
  - Passage (作詞：松尾由起夫)
- H.Tommy（富永TOMMY弘明）
  - アイアン・シャウト ～クロガネの咆哮～（作詞：山田ひろし）
- SKE48
  - MAYFLOWER (作詞：秋元康)
- 江原由希子
  - ちょっとだけ（作詞：秋元康)
  - BIRTHDAY（作詞：篠原ひとし)
  - こわれたハート（作詞：秋元康)
- 江利じゅん
  - 私は男を浪費する（作詞：売野雅勇)
- ellemo
  - Blue Rain（作詞：鮎川めぐみ）
- 大橋純子
  - ファンタジックウーマン (作詞：三浦徳子)
- 大森絹子
  - 今夜はハリケーン（作詞：亜蘭知子）
- 岡本舞子
  - 11月のソフィア (作詞：秋元康)
- 沖田浩之
  - お前にマラリア (作詞：売野雅勇)
  - 東京ジョー（作詞：売野雅勇)
- 荻野目洋子
  - 情熱 (作詞：PANTA)
  - ビーチ・ドライブ (作詞：売野雅勇)
- 尾崎紀世彦
  - SWEET DREAM (作詞：大津あきら)
  - CROSS TO YOU (作詞：大津あきら)
  - 星女よ (作詞：大津あきら)
  - ふるさとの五月 (作詞：大津あきら)
- 小幡洋子
  - Keep on Try (作詞：戸沢暢美)

### か行
- かおりくみこ・ハーリー木村
  - 愛のオデッセイ (作詞：康珍化)

- 影山ヒロノブ
  - スターダスト・ボーイズ（作詞：阿久悠）
  - 夢光年 (作詞：阿久悠)
  - IT WAS 30 YEARS AGO (作詞：松井五郎)
  - あの星は知っている (作詞：松井五郎)
  - 魂のエヴォリューション (作詞：吉元由美)
  - FIGHTERS (作詞：及川眠子)
- 風間杜夫
  - 夏も泣いている (作詞：大津あきら)
  - イブ…飛びきりの愛の中で (作詞：大津あきら)
  - 嗚呼!ディスターブ (作詞：大津あきら)
  - 心花よ止まれ恋せよマドンナ (作詞：大津あきら)
  - 恋びとたち (作詞：大津あきら)
- KATSUMI
  - It's my JAL (作詞：渡辺克巳)
  - You are Special (作詞：渡辺克巳)
  - TOGETHER (作詞：KATSUMI)
- 葛城ユキ
  - 哀愁夜 (作詞：竹花いち子)
  - LONG GOOD-BYE（作詞：岡本おさみ)
  - FIRE（作詞：岡本おさみ)
  - 抱きしめたいCity (作詞：大津あきら)
  - 心からイエスタディ (作詞：大津あきら)
  - HOLD ON ME (作詞：大津あきら)
  - ステージライト (作詞：大津あきら)
  - Young Heart (作詞：大津あきら)
  - 夢に吹かれて (作詞：大津あきら)
  - Fighting In The Danger (作詞：岡本おさみ)
  - ブルースはもう聴こえない (作詞：岡本おさみ)
  - 今、Heart Break（作詞：大津あきら）
  - Woman（作詞：飯田香久子・舞香）
- 門倉有希
  - 満月（作詞：荒木とよひさ）

- 川上大輔
  - パズルを解かないで（作詞：岡田冨美子）
- 川上麻衣子
  - 残照（作詞：麻木かおる）
  - 裏切り（作詞：川上麻衣子）
- 河島英五
  - ろまんちすと (作詞：阿久悠)
  - ながいながいお話をみじかいみじかい一言で (作詞：阿久悠)
- 川村万梨阿
  - 抱きしめて運命（作詞：竜真知子）
- 岸本加世子
  - 赤いサンダル（作詞：東海林良）
  - 黄昏れからもう一度（作詞：売野雅勇）
- 木の実ナナ
  - 愛してごめんなさい（作詞：なかにし礼）
- 木元ゆうこ
  - ペガサス・ハネムーン（作詞：阿木燿子）
  - 美少女メーカー（作詞：阿木燿子）
- 木山裕策
  - 聖なる人（作詞：売野雅勇）

- ギリギリガールズ
  - ホノルル・ルビー (作詞：売野雅勇)
  - キスミー・トーキョー (作詞：売野雅勇)
  - Kiss Me” Calling (作詞：売野雅勇)
- 草尾毅
  - Odyssey（作詞：高柳恋）
- 串田晃
  - ジライヤ (作詞：山川啓介)
  - SHI・NO・BI'88 (作詞：山川啓介)
  - 磁雷矢参上! (作詞：山川啓介)
  - 光る風 (作詞：山川啓介)
  - 闇の狩人 (作詞：山川啓介)
  - うなれ磁光真空剣 (作詞：山川啓介)
  - そこにパラダイス (作詞：山川啓介)
  - 機動刑事ジバン (作詞：山川啓介)
  - 未来予報はいつも晴れ (作詞：山川啓介)
  - GOYOだ! (作詞：山川啓介)
- 工藤静香
  - ルナ-月の女神- (作詞：愛絵理)
  - Jazzyな子猫 (作詞：愛絵理)
  - Pain  (作詞：愛絵理)
- 工藤夕貴
  - ヒロイン (作詞：大津あきら)
  - 銀河のエトランゼ (作詞：大津あきら)
  - カレン（作詞：大津あきら）
  - 微笑むあなたに会いたい (作詞：浅見純)
  - ガールフレンド (作詞：秋谷銀四郎)
  - ハートブレイクの微笑 (作詞：松井五郎)
- 国武万里
  - 風邪を引いたら (作詞：秋元康)
  - ルナの雫 (作詞：国武万里)

- 久保田めぐみ
  - ドゥリー夢（作詞：冬杜花代子）
- クミコ
  - 五月の空（作詞：ちあき哲也）
- 倉橋ルイ子
  - ラストシーンに愛をこめて (作詞：岡田冨美子)
  - Long Good-bye (作詞：岡田冨美子)
  - 哀しみのバラード (作詞：岡田冨美子)
  - ラスト・タンゴ・ステップス (作詞：岡田冨美子)
  - Try to remember (作詞：岡田冨美子)
  - 雨だれ (作詞：岡田冨美子)
- 栗原良次
  - Silent & Holy night（作詞：秋元康）
- クレイジー・パーティー
  - 涙の誘惑ストリート（作詞：岡田冨美子）
- 黒沢光義
  - 永遠に勇気さ Yes, Chewing Enjoy（作詞：売野雅勇）
- 研ナオコ
  - 今はブルース(作詞：来生えつこ)
  - 雨の日の映画館 (作詞：秋元康)
- 小泉今日子
  - 三色れもん (作詞：荒木とよひさ)
  - 恋のヒットチャートNo.1 (作詞：荒木とよひさ)
  - Teenageどりーむ (作詞：Hearts)
  - 黄色いチューリップ (作詞：三浦徳子)
  - せっかち (作詞：さいとう大三)
  - 街っ子ボーイ (作詞：荒木とよひさ)
  - シー・ユー・アゲイン (作詞：荒木とよひさ)
  - オリーブの髪かざり (作詞：荒木とよひさ)
  - 涙のびんづめ (作詞：大山和栄)
  - 愛なき世代 (作詞：竜真知子)
  - 白いブーツのシンデレラ (作詞：湯川れい子)
- 香西かおり
  - ステージ・シンガー（作詞：原真紀）
  - TOKIO千一夜 (作詞：ちあき哲也)
  - 止まない雨 (作詞：ちあき哲也)
- 児島未散
  - プロポーズ (作詞：来生えつこ)
- 小林旭
  - あれから (作詞：阿久悠)
  - ララバイを歌いつづけて (作詞：阿久悠)
  - 素晴らしき哉人生 (作詞：阿久悠)
  - 宵待歌 (作詞：阿久悠)
  - 人生思い出橋（作詞：さくらちさと）
  - 時の旅人 (作詞：さくらちさと)
  - 思い出たずねびと (作詞：さくらちさと)
- 小林旭・浅丘ルリ子
  - いとしいとしというこころ (作詞：阿久悠)
  - 夢のかたみに (作詞：阿久悠)
- 小林旭・八代亜紀
  - クレオパトラの夢 (作詞：ちあき哲也)
- 小林彩子
  - ブルー・プラネット（作詞：三浦徳子）
- 小林幸子
  - 色々あるけど会いたいよ (作詞：畑亜貴)
  - 嵐嵐嵐がきても (作詞：畑亜貴)
- コルベッツ
  - Dancin'（作詞：松本一起・松本邦彦）

- 近藤正臣
  - 時はすぎて（作詞：原真紀）

- 近藤真彦
  - 美しき叫び (作詞：大津あきら)
  - もう一度キャロル（作詞：伊達歩）
  - ハイウェイ・スター（作詞：松本隆）
  - ホームタウン・ジェニー（作詞：大津あきら）
  - ハート・ブレイカー（作詞：康珍化）
  - 遠いよBaby（作詞：大津あきら）
  - せつなくてヘッドライト（作詞：康珍化）
  - 夢絆 (作詞：売野雅勇)
  - 恋は悪魔の暇つぶし（作詞：渚十吾）
  - Heartbeat（作詞：山田詠美）
  - 大将 (作詞：売野雅勇)
  - RIVER (作詞：売野雅勇)
  - Travellin' Days（作詞：松本隆）

### さ行
- サーカス
  - FASCINATION (作詞：岡田冨美子)
- 西園寺たまき ＆ HIP
  - 東京ROSE (作詞：伊達歩)
- 西城秀樹
  - センチメンタルガール (作詞：あまがいりゅうじ)
  - ジプシー (作詞：森雪之丞)
  - アゲイン (作詞：森雪之丞)
  - センチメンタル・モーテル (作詞：大津あきら)
  - BIG SUNSHINE (作詞：大津あきら)
  - GOOD-BYE BLUE TRAIN (作詞：大津あきら)
  - STAR LIGHTS (作詞：大津あきら)
  - 渚のセクシーラバーズ (作詞：大津あきら)
  - SEXY AND THRILL (作詞：森雪之丞)
  - 涙であなたがみえない (作詞：森雪之丞)
  - YUME NO SASAYAKI（夢の囁き） (作詞：大津あきら)
- 斉藤智美
  - 夢でハネムーン（作詞：竜真知子）
  - ヒロイン（作詞：竜真知子）
- 佐伯博志
  - 愛を染めて、リサ (作詞：大津あきら)
- 坂井紀雄
  - 夢のヒーロー (作詞：大津あきら)
  - もっと君を知れば (作詞：大津あきら)
- 酒井法子
  - 月夜でドキッ! (作詞：篠原仁志)
  - 恋のスタイル (作詞：さかたかずこ)
  - Bタイプが好き (作詞：さかたかずこ)
  - 微笑みを見つけた (作詞：遠藤京子)
  - 正しいパーティー (作詞：遠藤京子)
  - ウィンター・ガーデン (作詞：竹花いち子)
  - 若葉マークに首ったけ (作詞：篠原仁志)
  - そうかも!いいかも! (作詞：谷亜ヒロコ)
  - 友情キッス (作詞：原真弓)
  - あの頃に逢いたい (作詞：及川眠子)
  - ウェディングベルの行方 (作詞：秋元康)
  - 黒い服の日 (作詞：NORIKO)
- 堺正章
  - 遥かなるレディー・リー (作詞：大津あきら)
  - 涙のロンリー・ワン (作詞：大津あきら)
  - あの娘はリトル・ダイナマイト (作詞：大津あきら)
- 坂上香織
  - 緑の散歩道 (作詞：松本隆)
  - 氷の人魚 (作詞：松本隆)
- 相楽ハル子
  - ヴァージン・ハート (作詞：湯川れい子)
  - あぶないジャンクション (作詞：土屋斗紀雄)
  - Funky Monkey Town（作詞：湯川れい子）
  - 午前0時のSAND BAG（作詞：栃内淳）
- ささきいさお
  - 風の会話 (作詞：阿久悠)
  - 悠久浪漫 (作詞：ささきいさお・藤林聖子)
- 佐藤しのぶ
  - リメンバー（作詞：なかにし礼）
- 佐藤正記
  - SNOW DANCER（作詞：大津あきら）
- 真田広之
  - 熱愛ストーリー（作詞：阿久悠）

- The MOTOR SPORTS MUSIC
  - ヴィーナス・ジーザス（作詞：三浦徳子）
- 沢田亜矢子
  - ダンスに夢中（作詞：ちあき哲也）
- 沢田研二
  - 酒場でDABADA (作詞：阿久悠)
  - Maybe Tonight（作詞：三浦徳子）
  - どうして朝（作詞：岡田冨美子）
  - WOMAN WOMAN（作詞：岡田冨美子）
  - アンドロメダ（作詞：岡田冨美子）
  - お月さん万才 (作詞：大津あきら)
- SALLY
  - バージンブルー (作詞：さがらよしあき)
  - 悲しきYoung Love (作詞：大野太)
  - 愛しのマリア (作詞：秋元康)
  - 君の瞳に恋してる (作詞：康珍化)
- sinon
  - しあわせにしてよ（作詞：秋元康）
- 椎菜
  - TOKIO FANTASY（作詞：森雪之丞）
- しまざき由理
  - おもいで蜃気楼（作詞：山川啓介）
- 嶋大輔
  - 男は道化師さ（作詞：嵐ヨシユキ）
  - 夏よ来い（作詞：嵐ヨシユキ）
  - ブルー・ハイウェイ (作詞：大津あきら)
  - Jの湾岸物語 (作詞：大津あきら)
- 島津亜矢
  - はにかみ（作詞：阿久悠）
- 清水香織
  - 禁じられたヒロイン（作詞：阿久悠）
  - 八月の恋人九月の悪魔（作詞：阿久悠）
- 清水宏次朗
  - TOUCH DOWN（作詞：松本隆）
  - 永遠は1秒のKISS（作詞：松本隆）
- シブがき隊
  - 野蛮な週末（作詞：森雪之丞）
- 渋谷哲平
  - 最後まで悩ましく（作詞：森雪之丞）
  - Kiss・キッス・Kiss（作詞：森雪之丞）
  - 愛してAdios（作詞：森雪之丞）
  - 誘惑に抱かれろ（作詞：岡田冨美子）
  - ハリウッド・ロマンス（作詞：森雪之丞）
  - レディ・ラブ（作詞：森雪之丞）
  - レイニー・グッバイ (作詞：大津あきら)
  - 六月の雨（作詞：岡田冨美子）
  - よろめいてカサノバ  (作詞：森雪之丞)
  - 灼熱夜 (作詞：森雪之丞)
  - ディア・スージー (作詞：森雪之丞)
  - さよならシーズ・ザ・レディ (作詞：大津あきら)

- 下成佐登子
  - セプテンバー・メモリー (作詞：松井五郎)

- 白季千加子
  - 狂い雪（作詞：原真紀、白季千加子）　
  - 男と女のララバイ（作詞：原真紀）　
  - 風酔い（作詞：原真紀）
  - 港町あたり（作詞：岡本おさみ）　
  - Habor Light（作詞：岡本おさみ）　
  - おやすみあんた（作詞：鈴木キサブロー）　
  - おてんとさま嫌い（作詞：岡本おさみ）
  - 夜風（作詞：岡本おさみ）　
  - 噂のブギ（作詞：岡本おさみ）　　
  - 東京風来坊（作詞：岡本おさみ）
  - 幸福（しあわせ）売り娘（こ）（作詞：原真紀）
  - ヒッチハイク ロード（作詞：岡本おさみ）
  - ほんのうらぎり（作詞：原真紀）
  - 愛は風にのって（作詞：原真紀）
  - ステージ・シンガー（作詞：原真紀）
- シンシア
  - 帰らない夏（作詞：売野雅勇）
  - Beautiful day（作詞：有馬三恵子）
- 陣内孝則
  - 現在人(Imagine)（作詞：阿木燿子）
- スーレイ
  - 砂の船（作詞：山川啓介）

- 杉村尚美
  - DAD’DY（作詞：東海林良）
  - 渚よ、時を止めて（作詞：竜真知子）
- 杉本哲太
  - 青くてごめん。（作詞：湯川れい子）
- 杉山清貴
  - WE CAN（作詞：秋元康）
- STEAVE
  - BELIEVE IN ME,BELIEVE IN YOU (作詞：康珍化)
- STR!X
  - 星のストレンジャー (作詞：康珍化)
- STR!X・堀江美都子
  - RAINBOW BRIDGE (作詞：康珍化)
- SPLASH
  - SUNRISE（作詞：松井五郎）

- スリーライツ
  - 流れ星へ（作詞：武内直子）
- 関口めぐみ
  - ケイと恵美破 (作詞：山川啓介)
- 千堂あきほ
  - 電気蛇姫様（作詞：康珍化）

### た行
- ダ・カーポ
  - 焚火のように（作詞：岡本おさみ）
- 高田みづえ
  - 悲しきロンリーガール（作詞：篠原仁志）
  - 永遠の星座（作詞：売野雅勇）
- 高橋沙羅
  - サバンナ感覚（作詞：なかにし礼）
  - ラプソディー（作詞：なかにし礼）
- 髙橋真梨子
  - for you… (作詞：大津あきら)
  - ジュン (作詞：大津あきら)
  - 嵐ヶ丘 (作詞：大津あきら)
  - OVER (作詞：大津あきら)
  - THANKS (作詞：大津あきら)
  - TEAR (作詞：大津あきら)
  - TRUE (作詞：大津あきら)
  - HEART (作詞：大津あきら)
  - SEE YOU AGAIN... 風にくちづけて (作詞：大津あきら)
  - BAD BOY (作詞：大津あきら)
  - ヒ・ラ・ヒ・ラ淫ら (作詞：大津あきら)
  - Brown Joe (作詞：大津あきら)
  - 悲しまないで (作詞：大津あきら)
  - ランナー (作詞：大津あきら)
  - さよならから…（作詞：大津あきら）
  - 恋する瞳 (作詞：康珍化)
  - 遠いProphecy（作詞：冬杜花代子）
  - レイトリー（作詞：松井五郎）
  - 海色の風～君住む場所へ～ (作詞：高橋真梨子)
  - 君の海に (作詞：高橋真梨子)
  - フレンズ (作詞：高橋真梨子)
  - 恋ことば (作詞：高橋真梨子)
  - 愛する人へのメッセージ (作詞：高橋真梨子)
  - Silent Love (作詞：高橋真梨子)
  - The Road (作詞：高橋真梨子)
  - 上海BOY (作詞：高橋真梨子)
  - 追憶 (作詞：高橋真梨子)
  - far away (作詞：高橋真梨子)
  - Bonita (作詞：高橋真梨子)
  - Lucky star (作詞：高橋真梨子)
  - Lonely Subway (作詞：高橋真梨子)
  - my little song (作詞：高橋真梨子)
- 高橋理奈
  - ときめきは花びら（作詞：大津あきら）
- 高見知佳
  - 夏を選んで（作詞：秋元康）
- 高村亜留
  - ハートブレイク・サマービーチ　（作詞：三浦徳子）
- TAKU
  - 輝く瞳 (作詞：康珍化)
- 武田鉄矢
  - くそったれの涙（作詞：大津あきら）
  - 涙（作詞：大津あきら）
  - 風の一歩（作詞：大津あきら）
- 橘陽子
  - 泣かないでミュージック（作詞：森雪之丞）
- DASH'
  - ストロベリー・キッス（作詞：湯川れい子）
- 田中好子
  - 想い出はあざやかに（作詞：森雪之丞）
- 谷村新司
  - 君を忘れない（作詞：谷村新司）
  - 恋に生きる（作詞：なかにし礼）
- チェウニ
  - メモリー・レイン（作詞：夏海裕子）
  - 夕闇に抱かれて（作詞：夏海裕子）
- チェリッシュ
  - カモン・サンシャワー (作詞：及川恒平)
- TUBE
  - ベストセラー・サマー (作詞：三浦徳子)
  - 涙のハーバーライト (作詞：三浦徳子)
  - センチメンタルに首ったけ (作詞：三浦徳子)
  - サヨナラ My Home Town（作詞：前田亘輝）
  - Don't Think, It's All Right（作詞：前田亘輝）
- 堤大二郎
  - 燃えてパッション (作詞：岡田冨美子)
  - 青い衝撃 (作詞：岡田冨美子)
- 時任三郎
  - 川の流れを抱いて眠りたい (作詞：岡本おさみ)
  - ハーバーズ・ロンリー (作詞：大津あきら)
  - ウェディング・リバー (作詞：大津あきら)
  - CARRY ON (作詞：大津あきら)
  - RIVER (作詞：時任三郎)
- 徳永英明
  - 輝きながら… (作詞：大津あきら)
  - ライディーン (作詞：大津あきら)
  - ガール（作詞：平野肇・篠原仁志）
  - レター（作詞：篠原仁志）
- 刀根麻理子
  - 悪の華（作詞：石坂まさを）
  - サヨナラの始まり（作詞：刀根麻理子）
- とみたいちろう
  - 俺とお前と大五郎（作詞：伊藤アキラ）
- 富田靖子
  - スウィート（作詞：三浦徳子）
  - からっぽの季節（作詞：来生えつこ）
  - 銀河系のふたり（作詞：吉元由美）
- 冨永みーな
  - 不思議なひらめき（作詞：有川正沙子）
- 豊広純子
  - 愛はMellow Yellow（作詞：大津あきら）
- トランザム
  - 眩しいとまどい（作詞：森雪之丞）
  - メビウスの旅人（作詞：森雪之丞）
- 鳥越マリ
  - ドミノ倒しの夏 (作詞：秋元康)
- とんねるず
  - 男泣き (作詞：秋元康)

### な行
- 内藤やす子
  - ひきょう（作詞：大津あきら）
  - 何よ!!（作詞：大津あきら）
  - 街角すみれ（作詞：門谷憲二）
- 中井貴一
  - セカンドヒーロー (作詞：大津あきら)
- 長尾由起子
  - 遠いオーロラ (作詞：竜真知子)
- 永岡昌憲
  - 君のために死ねる（作詞：秋元康）
- 中川興一
  - ビバ!ジャイアンツ (作詞：大津あきら)
- 永瀬正敏
  - 夏のマドンナ（作詞：あがた森魚）
- 中西保志
  - 愛しかないよ (作詞：売野雅勇)
- 中原理恵
  - シェイクシェイク… (作詞：ちあき哲也)
  - 横浜ブギウギ娘 (作詞：ちあき哲也)
  - ワイルドハニー(作詞：ちあき哲也)
- 中村あゆみ
  - Million Nights（作詞：三浦徳子）
- 仲村知夏
  - 好きさ！（作詞：田口俊）
  - 空と遊んでるのさ（作詞：田口俊）
  - おろしたてのスニーカー（作詞：田口俊）
- 中村雅俊
  - 表通りは欅通り (作詞：東海林良)
  - 気ままなダウンタウン (作詞：東海林良)
  - 雨のハイウェイ（作詞：岡本おさみ）
  - 男達のGood-bye（作詞：山川啓介）
  - さらば涙…風の彼方に (作詞：大津あきら)
  - ブルーベイの淑女（作詞：大津あきら）
  - 悲しみをいやす夜（作詞：大津あきら）
  - 想い出のクリフサイド・ホテル (作詞：売野雅勇)
  - Jenny（妹たちに） (作詞：売野雅勇)
  - 夏のサキソフォーン (作詞：売野雅勇)
  - 未来が眠る日々（作詞：売野雅勇）
  - 旅路より（作詞：山川啓介）
  - 鞄を持った女（作詞：山川啓介）
  - 最後の銀貨（作詞：山川啓介）
  - 夜空に (作詞：売野雅勇)
- 中村由真
  - Iの嵐（作詞：石川あゆ子）
- 中森明菜
  - DESIRE -情熱- (作詞：阿木燿子)
  - 危ないMON AMOUR (作詞：許瑛子)
  - 薔薇一夜 (作詞：大津あきら)
  - I WANNA CHANCE (作詞：許瑛子)
  - 乱火 (作詞：大津あきら)
- 長山洋子
  - 心象風景（ココロノスケッチ）（作詞：川村真澄）
- 成田勝
  - Summer Breeze（作詞：売野雅勇）
- NA'MON
  - Starry eyes -星の瞳-（作詞：秋元康）
- 西岡徳馬
  - だろ？（作詞：福原充則）
  - 娘に乾杯（作詞：G2、徳馬）
- 西口久美子
  - きみは春告げ鳥（作詞：大津あきら）
  - Mr.Heartを追いかけて（作詞：大津あきら）
  - 涙をうばって（作詞：大津あきら）
  - リバーサイド物語（作詞：大津あきら）
- 西邑理香
  - X’mas Long For Me（作詞：戸沢暢美）　
  - さよならの予感～戸惑いのEve～（作詞：西邑理香）
- Newton Family
  - Smile Again (作詞：John J.Stanley) ※Keith Brown名義で作曲
- 忍者
  - 君に御中 (作詞：尾関昌也)
  - ハラショ! (作詞：秋元康)
  - GEISHA (作詞：秋元康)
  - 僕には何ができるだろう (作詞：秋元康)
- 根津甚八
  - ボヘミア・ロマン（作詞：佐々木克彦）
- 野川さくら
  - Winter Wonder Love（作詞：松浦有希）
- 野口五郎
  - Smile Again (作詞：泉冴子) ※Keith Brown名義で作曲
- Non
  - 青い森のメッセージ (作詞：山内美空・伊藤アキラ)
  - いのちのはばたき (作詞：伊藤アキラ)
- Nonkeys
  - 絶対逢いたくて（作詞：秋元康）

### は行
- HARRY
  - ミッドナイト・サブマリン (作詞：康珍化)
- ハーリー木村
  - YOU ARE CRAZY,キャプテン (作詞：康珍化)
- ハイ・ファイ・セット
  - 浪漫鉄道 (作詞：永富正廣・伊藤アキラ)
- HOUND DOG
  - MILES AWAY (作詞：大友康平)
- 萩原健一
  - ぐでんぐでん (作詞：康珍化)
- 早見優
  - Tokio Express（作詞：売野雅勇)
  - SHAKE（作詞：吉元由美)
  - MR. FORTUNE（作詞：湯川れい子)
- Be Choir
  - 聖なる人 (作詞：売野雅勇)
  - 大和よ (作詞：売野雅勇)
- 光GENJI
  - 熱帯夜 (作詞：高柳恋)
  - 伝説（レジェンド） (作詞：高柳恋)
  - ファンタジェンの英雄 (作詞：高柳恋)
  - 水の惑星〜Love Balloon〜 (作詞：三浦徳子)
- ビートたけし
  - OK!マリアンヌ (作詞：大津あきら)
- 火野正平
  - 俺（作詞：火野正平）
  - ファニー（作詞：大津あきら）
- ヒロコ・グレース
  - Miss You（作詞：片桐和子）
- 広瀬倫子
  - 償いの日々～愛していると言われたことがない～（作詞：岡田冨美子）
- 広谷順子
  - 夢見て I LOVE YOU（作詞：秋谷銀四郎、英詩補:SHIN AKITA）
  - なぞなぞメリーゴーランド（作詞：古川裕也）
- ピンク・レディー
  - 今夜はLONELY（作詞：森浩美）
  - 悲しみのシルエット（作詞：松本一起）
- 藤井一子
  - Bad Girl（作詞：篠原仁志）
  - アレルギー (作詞：売野雅勇)
  - INSULT (作詞：売野雅勇)
- 布施明
  - 愛・サクセス（作詞：大津あきら）
  - 姉妹坂（作詞：なかにし礼）
  - ファンタジー（作詞：竜真知子）
  - エバー・ラヴ・マイ・エンジェル（作詞：中村典子）
- プリティキャスト
  - Morning Moonで会いましょう (作詞：佐藤ありす)
- プリンセス プリンセス
  - 恋はバランス (作詞：中山加奈子)
- フローレンス
  - メイビー、愛 Love You…（作詞：森雪之丞）
  - Moonlight Mystery（作詞：森雪之丞）
- Project DMM
  - ウルトラマンネオス TYPE 2001 (作詞：松井五郎)
  - ウルトラセブン21 TYPE 2001 (作詞：松井五郎)
  - ウルトラマンコスモス〜君にできるなにか (作詞：松井五郎)
  - 空想少年 (作詞：松井五郎)
- Project DMM with ウルトラ防衛隊
  - ウルトラマンメビウス (作詞：松井五郎)
- ヘレン笹野
  - Do you love me? (作詞：杉山政美)
  - Walking in the rain (作詞：杉山政美)
- 保科有里
  - 5グラムの指輪（作詞：瑳川温子）

- 星本エリー
  - 涙が止まらない（作詞：売野雅勇）
  - こんなに悲しい夜が待っていても（作詞：売野雅勇）
- 細江真由子
  - 花束 (作詞：及川眠子)
- ポプラ
  - NO NO GIVE-UP (作詞：松本一起)
- 堀ちえみ
  - 青春の忘れ物 (作詞：売野雅勇)
  - 夢千秒 (作詞：売野雅勇)
  - Come on! Love Machine -哀しみのパレード-（作詞：三浦徳子）

- 堀江美都子
  - 愛こそヒーロー（作詞：おおくぼ由美）
  - 何でもない日 -Unspecial day-（作詞：佐藤ありす）
- 本田恭章
  - 0909させて（作詞：大津あきら）
  - 謎めく…シャーロック（作詞：大津あきら）
  - ジュテーム・スキャンダル（作詞：大津あきら）
  - 瞳にテンプテーション（作詞：大津あきら）
  - プリンス・ラヴァーズ・コンチェルト（作詞：大津あきら）
  - ヴェロニック（作詞：大津あきら）
  - ☆BOY（作詞：大津あきら）
  - SHAKE&SHAKE パラダイス（作詞：大津あきら）

### ま行
- 前田達也
  - ウルトラマンパワード (作詞：松井五郎)
  - この宇宙のどこかに (作詞：松井五郎)
  - ウルトラマンネオス (作詞：松井五郎)
  - ウルトラセブン21 (作詞：松井五郎)
  - ウルトラマンダイナ (作詞：松井五郎)
  - いまこそフラッシュ (作詞：松井五郎)
- 松崎しげる
  - DAYDREAM ROMANCE (作詞：ちあき哲也)
- 松田優作
  - ブラザーズ・ソング (作詞：大津あきら)
  - マリーズ・ララバイ (作詞：大津あきら)
- 松村雄基
  - セクシーNo.1（作詞：伊藤アキラ）
  - レイニー（作詞：伊藤アキラ）
  - ロンリー・デイ（作詞：伊藤アキラ）
  - 踊れ！恋人（作詞：伊藤アキラ）
- 円広志
  - 雪の降る人（作詞：売野雅勇）
- マユミーヌ
  - ママの奇跡の日（作詞：秋元康）
- 真璃子
  - 私星伝説 (作詞：麻生圭子)
  - 不良少女にもなれなくて (作詞：阿木燿子)
  - 九月には行かないで (作詞：竜真知子)
  - 疑問符 (作詞：ちあき哲也)
  - IC TAC (作詞：ちあき哲也)
  - ハートtoハート（作詞：真璃子）
  - コスモス物語 (作詞：麻生圭子)
  - オアシスの涙 (作詞：麻生圭子)
  - おさななじみ（作詞：真璃子）
  - 大きくなぁーれ!!（作詞：真璃子）
  - いつも心にいるから⋯（作詞：真璃子）
- MIO
  - 不思議 CALL ME (作詞：大津あきら)
  - 夢銀河 (作詞：大津あきら)
  - Evergreen (作詞：佐藤ありす)
  - 風のデュエット（作詞：竜真知子）
  - さよならはTenderly（作詞：竜真知子）

- 巳城研二
  - アストリス・コンツェルン（作詞：康珍化）

- 水木一郎
  - セイリング未来へ（作詞：及川眠子）
- 水越恵子
  - あなたに降る雨 (作詞：松井五郎)

- 南英子
  - どーにか こーにか (作詞：秋元康)
  - 薬指のジェラシー (作詞：秋元康)
  - 100万回のLove me do (作詞：秋元康)

- 南野陽子
  - 悲しみモニュメント (作詞：来生えつこ)
  - Sentimental Holy Night（作詞：小倉めぐみ）
- 三波春夫
  - 日本を頼みます (作詞：秋元康)
- 南里沙
  - 蒼いジャマイカ (作詞：大津あきら)
- 宮内タカユキ
  - 特警ウインスペクター (作詞：山川啓介)
  - 今日のおれからあしたの君へ (作詞：山川啓介)
  - 炎は未来へ (作詞：松本一起)
  - 特救指令ソルブレイン (作詞：大津あきら)
  - 愛に抱かれて (作詞：大津あきら)
  - 特捜エクシードラフト (作詞：山川啓介)
  - ゴールは未来 (作詞：山川啓介)
  - それは命 (作詞：松本一起)
- みやぎ健太郎
  - 人生の宝石 (作詞：売野雅勇)
- 宮下文一
  - ミラクルの風になれ (作詞：松井五郎)
- 宮里久美
  - 秘密く・だ・さ・い (作詞：松井五郎)
  - ロンリー・サンセット (作詞：松井五郎)
  - メランコリーの媚薬 (作詞：松井五郎)
  - ふたりのサン・ジョルディ (作詞：松井五郎)
  - 真夏Magic (作詞：松井五郎)
- 三好鉄生
  - Thank You, Baby (作詞：康珍化)
  - 涙をふいて (作詞：康珍化)
  - 夕陽に向かって (作詞：大津あきら)
  - マイ・ホーム・タウン (作詞：大津あきら)
  - ぐでんぐでん (作詞：康珍化)

- MoJo
  - 青い髪のエスパー（作詞：康珍化）
- 森川由加里
  - 風の中で出逢いたい（作詞：三浦徳子）
- 森進一
  - きみよ荒野へ（作詞：岡本おさみ）
  - 夕べの雨（作詞：岡本おさみ）
- 森光子
  - 星が降るまでここにいましょう (作詞：秋元康)
- 諸岡菜穂子
  - ヴァージン・ルージュの結末（作詞：夏野芹子）

### や行
- 矢追幸宏
  - 君は5:00からシンデレラ（作詞：森雪之丞）
  - 悲しみナイト（作詞：森雪之丞）
- やしきたかじん
  - 旅に唄あれば (作詞：岡本おさみ)
  - 時代が女の味方なら（作詞：及川眠子）
- 柳ジョージ
  - フォー・ユア・ラヴ (作詞：トシ・スミカワ)
  - ever&Never（作詞：山田ひろし）
  - Go for "the Dream"（作詞：海拓美・山田ひろし）
- 柳葉敏郎
  - われ幻の魚を見たり（作詞：ちあき哲也）
- 山崎アキラ
  - Alone in the night (作詞：葛原直樹)
  - 冷たく優しく (作詞：仲畑貴志)
  - オールド・タイム・ジャクリーン (作詞：大津彰)

- 山根麻衣
  - Invisible Love（作詞：岡田冨美子）
- 山本美枝
  - Sixteen's Revolution（作詞：篠原仁志）
  - 挑戦者～チャレンジャー～（作詞：篠原仁志）
- 山本陽一
  - 恋はRock Tonight（作詞：竜真知子）
  - 悲しき初恋（作詞：SHOW）
- 憂歌団
  - 想い出の街（作詞：仲畑貴志）
- 裕木奈江
  - 春夏秋…（作詞：田口俊）
- 由紀さおり
  - 薔薇と同情（作詞：阿木燿子）
  - ラスト・チャンス（作詞：残間里江子）

### ら行
- Lead
  - SPEED STAR★ (作詞：Lantana)
- りりィ
  - 風のバレリーナ (作詞：大津あきら)
  - さよならロンリネス (作詞：康珍化)
  - Really Want You, Lover (作詞：りりィ)
- ルー・フィン・チャウ
  - 愛をとどけて（作詞：大津あきら）
  - 浜百合のシルエット（作詞：大津あきら）
- RUMI
  - ウソツキキンギョ（作詞：前田たかひろ）
- Reo
  - 浪漫革命（作詞：森雪之丞）

### わ行
- ワサブロー
  - 俳句。(作詞：伊藤アキラ)
- 和田アキ子
  - 酔ったからって (作詞：岡本おさみ)
  - バ・カ・ダ・ネ (作詞：なかにし礼)
  - Mother (作詞：秋元康)
- 渡辺千秋
  - パープル・メモリー (作詞：来生えつこ)
- 渡辺徹
  - 約束 (作詞：大津あきら)
  - 青空よメモリー (作詞：大津あきら)
  - AGAIN (作詞：康珍化)
  - 24時のイヤリング (作詞：大津あきら)
- 渡辺典子
  - 愛すべきドラマ、夢多きページ (作詞：大津あきら)
  - グラジュエーション (作詞：大津あきら)
  - 唇詩人 (作詞：大津あきら)
- 渡辺麻友
  - いつでも そばにいてあげる (作詞：秋元康)
- 渡辺未央
  - 終わらない愛（作詞：松田なな・三浦徳子）

### イメージソング・その他
- 小松グループ
  - 僕たち地球っ子
- 日産自動車
  - 輝きに逢いたい
- 太陽神戸三井銀行従組歌
  - 旅立ちのつばさ
- 静岡銀行創立50周年記念歌
  - 永遠の明日へ
- 肥後銀行創立70周年記念歌
  - この街が好きだから
- 江崎グリコ70周年記念歌
  - あたらしい風が吹いて
  - 奇跡―広いこの地球で
- 鳥取県第40回わかとり国体テーマ曲
  - Spirit
- 福岡工業大学附属城東高等学校
  - 福岡工業大学附属城東高等学校 校歌

## 音楽担当作品
- 大都会 PARTII （1977年） ※ギタリストとして参加
- 花の季節 （1990年）
- !［ai-ou］ （1991年）